# Rubén Isidro Alonso
Rubén Isidro Alonso, S.D.B. (Montevideo, 15 maggio 1929 – Montevideo, 4 settembre 1992) è stato un presbitero uruguaiano.
Popolarmente noto come Padre Chaco, fu un prete di strada molto attivo nelle affollate baraccopoli delle zone più povere dell'Uruguay. Nel 2014, il cardinale Daniel Sturla ha chiesto al papa di avviare il processo di canonizzazione.